# Адолф Магнус фон Хойм
Адолф Магнус фон Хойм (на немски: Adolf Magnus von Hoym; * 6 май 1668 в Дройсиг; † 3/15 октомври 1723 в Ратибор, Горна Силезия) е фрайхер от род Хойм в Курфюрство Саксония, от 1711 г. имперски граф на Хойм. Той е кралски полски и курфюрстки-саксонски истински таен съветник, кабинет-министър (1707), данъчен генерал-инспектор (1703), главен данъчен директор и предприемач.
Той е най-големият син на фрайхер Лудвиг Гебхард фон Хойм (1631 – 1711) и втората му съпруга Катарина София фон Шьонфелд (1699 – 1681), дъщеря на Ханс Азмус фон Шьонфелд (1596 – 1658) и Анна фон Лютихау (1618/1625 – 1664).
На 6 март 1676 г. във Виена баща му Лудвиг Гебхард I фон Хойм и наследниците му са издигнати на имперски фрайхер.
На 18 юли 1711 г. Адолф Магнус фон Хойм заедно с братята му Карл Зигфрид фон Хойм, Лудвиг Гебхард II фон Хойм и Карл Хайнрих фон Хойм са издигнати в Дрезден от Август Силни на имперски граф. На 16 март 1715 г. четиримата братя във Виена са признати също като аристократи на Силезия.
През 1707 г. Август Силни прави Адолф фон Хойм на кабиненен министър и истински таен съветник. През 1711 г. той напуска държавните си служби, продава имотите си в Саксония и се оттегля в Силезия. Там той става индустриалец на фабрики за месинг. На 1 юни 1713 г. той продава своята част от рицарското имение Кирхшайдунген (в Саксония-Анхалт) за 27 500 гулден.

## Фамилия
Адолф Магнус фон Хойм се запознава през 1699 г. във Волфенбютел и се жени на 2 юни 1703 г. за Анна Констанция фон Брокдорф-Козел (* 17 октомври 1680, Депенау; † 31 май 1765, Щолпен), дъщеря на рицар Йоахим фон Брокдорф и Анна Маргарета. Те живеят в дворец Бургшайдунген. След една година той иска да се раздели с нея, развеждат се през 1706 г. Бракът е бездетен.
Анна Констанция фон Брокдорф от 1705 г. е метреса на саксонския курфюрст и полски крал Фридрих Август I/Август II Силни (1670 – 1733). Тя става през февруари 1706 г. „имперска графиня фон Козел“.
Адолф Магнус фон Хойм се жени втори път на 7 април 1708 г. за Шарлота Йохана Максимилиана фон Фризен († 19 август 1749). Бракът е бездетен. Те се развеждат на 5 април 1714 г.